# Instituto Federal de Santa Catarina
O Instituto Federal de Educação, Ciência e Tecnologia de Santa Catarina, também chamado oficialmente apenas de Instituto Federal de Santa Catarina (IFSC), é uma instituição de ensino público em Santa Catarina, vinculado ao Ministério da Educação.
Foi fundado como Escola de Aprendizes Artífices, em Florianópolis, em 1909. Seu objetivo era proporcionar formação profissional a meninos provenientes de classes socioeconômicas menos favorecidas. A primeira sede foi instalada em 1º de setembro de 1910, em um prédio cedido pelo governo do Estado, na Rua Almirante Alvim, no Centro da capital catarinense. Além do ensino primário, a instituição oferecia formação em desenho, tipografia, encadernação e pautação, carpintaria da ribeira, escultura e mecânica (que compreendia ferraria e serralheria).
Ao longo do tempo, passou por várias mudanças de projeto pedagógico e estrutura administrativa, que eram representadas na alteração, também, do nome. Foi Escola de Aprendizes Artífices, Liceu Industrial, Escola Industrial e Escola Técnica Federal de Santa Catarina (ETF-SC). Esta última, a partir de 1968, foi a institucionalidade que durou mais tempo e o nome pelo qual muitos ainda associam o Câmpus Florianópolis do Instituto Federal de Santa Catarina, localizado na avenida Mauro Ramos. No fim dos anos 80, uma segunda unidade da Escola Técnica Federal de Santa Catarina passou a funcionar em São José, instalando-se definitivamente em 1991. Três anos depois, surge a primeira unidade fora da Grande Florianópolis, em Jaraguá do Sul. A maior expansão veio no século XXI, com a transformação em Centro Federal de Educação Tecnológica de Santa Catarina (CEFET-SC) em 2002 e posteriormente, em 2008, em Instituto Federal de Santa Catarina (IFSC), passando de três unidades em 2002 para 22 Câmpus em 2018.
Atualmente, são oferecidos cursos em diferentes níveis e modalidades de ensino como formação inicial e continuada (FIC), educação de jovens e adultos (EJA), ensino médio integrado a cursos técnicos, cursos técnicos concomitantes ou subsequentes, cursos superiores e pós-graduações.

## Histórico

### A criação
O Instituto Federal de Santa Catarina foi criado com o nome de Escola de Aprendizes Artífices por meio do decreto 7.566, de 23 de setembro de 1909, pelo presidente Nilo Peçanha, com o objetivo de oferecer ensino profissional a jovens carentes. A primeira sede foi instalada em 1 de setembro de 1910 na rua Almirante Alvim, no Centro de Florianópolis, em um prédio cedido pelo governo de Santa Catarina.

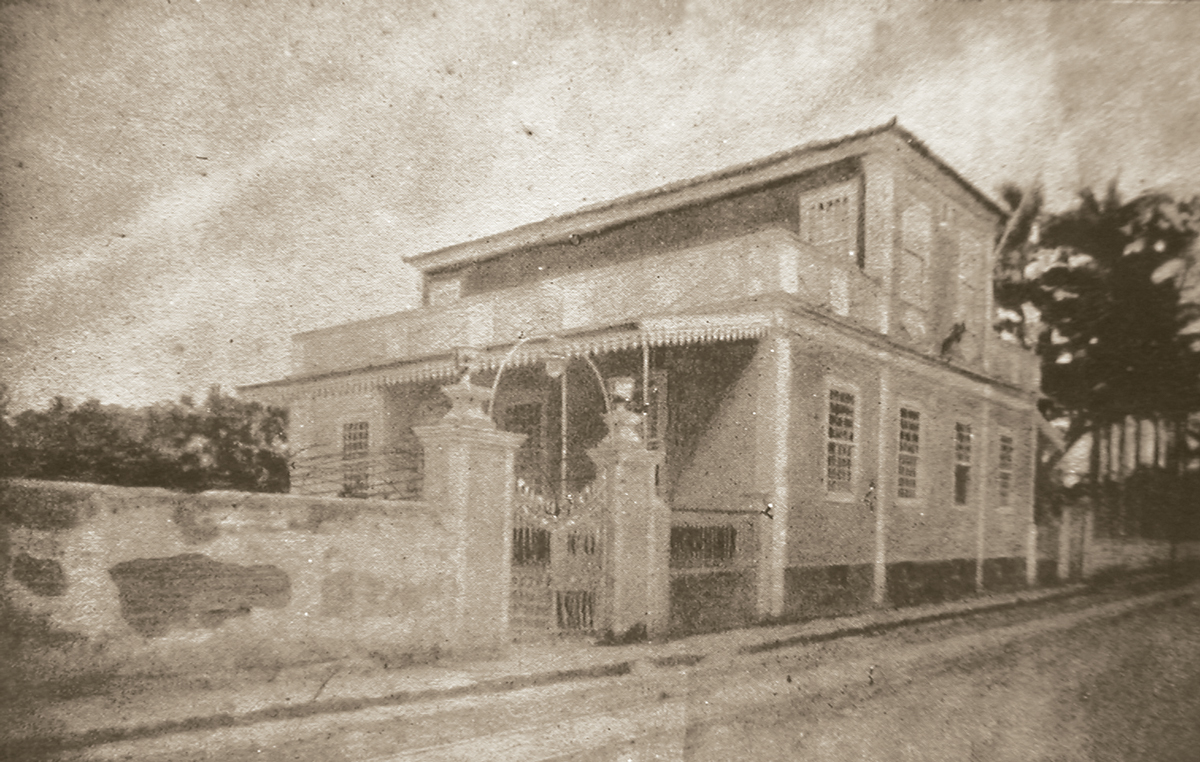
Imóvel que abrigou a primeira sede, na então rua Almirante Alvim (atual Vitor Konder)

A escola oferecia na época ensino primário, formação em desenho e oficinas de tipografia, encadernação e pautação, além de cursos de carpintaria da ribeira, escultura e mecânica (que compreendia ferraria e serralheria). A instituição visava a atender as demandas da sociedade e do setor produtivo da Florianópolis do início do século XX, que necessitava de soluções em comunicação por meio impresso e em transporte.

### Instituto Federal
Em março de 2008, uma votação que envolveu professores, servidores técnico-administrativos e estudantes do então Centro Federal de Educação Tecnológica de Santa Catarina aprovou a transformação da instituição em Instituto Federal de Educação, Ciência e Tecnologia. O projeto de lei que definiu a mudança foi aprovado pela Câmara Federal e pelo Senado e sancionado pelo presidente Luiz Inácio Lula da Silva em 29 de dezembro de 2008. As unidades existentes se tornam Câmpus e em 2010, o Instituto Federal de Santa Catarina inaugurou mais nove além dos sete já existentes: Caçador, Urupema, Canoinhas, Criciúma, Gaspar, Lages, São Miguel do Oeste, Geraldo Werninghaus - hoje chamado Jaraguá do Sul - Rau - e Xanxerê. O Câmpus Itajaí, embora não inaugurado oficialmente, começou suas atividades em 2011.
Em 2011, a Reitoria passa a funcionar num prédio próprio ao lado do Câmpus Florianópolis-Continente.
A expansão dos Câmpus e dos cursos continua nos anos seguintes, com a inauguração dos Câmpus em Garopaba, Tubarão, São Lourenço do Oeste e São Carlos, além do Câmpus Palhoça-Bilíngue, que é a primeira unidade de educação profissional e tecnológica voltada para a educação de surdos na América Latina. Atualmente, o Instituto Federal de Santa Catarina conta com 22 câmpus distribuídos por 20 cidades de Santa Catarina.

## Diretores/Reitores desde a criação
A partir da transformação da instituição em Instituto Federal de Educação, Ciência e Tecnologia em 2008, o cargo máximo da instituição passou a ser o de reitor.
| 1910 - José Cândido da Silva 1914 - Heitor Blum 1917 - Álvaro Antunes Ramos (pro tempore) 1918 - João Cândido da Silva Muricy 1929 - Gabriel Alencar de Azambuja 1932 - Jorge Pereira de La Roque 1933 - Cid Rocha Amaral 1956 - Sezefredo Blascke 1961 - Moacir Benvenutti 1963 - Antônio de Freitas Moura 1964 - Frederico Guilherme Büendgens 1986 - Alfeu Hermenegildo 1994 - Soni de Carvalho 1998 - José Tadeu Arante (pro tempore) 1999 - Waléria Kulkamp Haeming (pro tempore) 1999 - Juarez Pontes 2004 - Consuelo Aparecida Sielski Santos (a partir de 2008, reitora pro tempore) 2011 - Jesué Graciliano da Silva (pro tempore) 2011 - Maria Clara Kaschny Schneider 2020 - Lucas Dominguini (pro tempore, não chegou a assumir o cargo) 2020 - André Dala Possa (pro tempore) 2021 - Maurício Gariba Júnior |

## Estrutura administrativa

### Pró-Reitorias
A estrutura administrativa do Instituto Federal de Santa Catarina tem na Reitoria seu órgão central, e o reitor como principal gestor da instituição. O reitor preside o Conselho Superior (Consup), que é o órgão máximo consultivo e deliberativo do Instituto Federal de Santa Catarina, com representações dos servidores (docentes e técnico-administrativos - TAEs), estudantes, diretores de câmpus, egressos, MEC e membros externos).
Subordinadas à Reitoria estão cinco pró-reitorias, além das direções-gerais dos Câmpus.
- Pró-Reitoria de Administração
- Pró-Reitoria de Desenvolvimento Institucional
- Pró-Reitoria de Ensino
- Pró-Reitoria de Extensão e Relações Externas
- Pró-Reitoria de Pesquisa, Pós-graduação e Inovação

A Reitoria do Instituto Federal de Santa Catarina está situada em Florianópolis, ao lado do Parque de Coqueiros e do Câmpus Florianópolis-Continente. (MAPA)

## Câmpus do Instituto Federal de Santa Catarina

### CâmpusUrupema
Urupema é o menor município a receber um câmpus do Instituto Federal de Santa Catarina, com 2.465 habitantes. O câmpus localiza-se na Região Serrana de Santa Catarina, em Urupema, que por sua vez tem como limites os municípios de São Joaquim, Painel, Rio Rufino e Urubici. A implantação deste câmpus foi de suma importância para a cidade e microrregião pois assim o Instituto Federal de Educação Ciência e Tecnologia de Santa Catarina, investindo no ensino nas áreas de: Viticultura e Enologia, Alimentos, Agricultura, Administração, Hospitalidade e Lazer, entre outros oportuniza qualificação técnica profissional para aprimorar conhecimentos através das novas tecnologias, habilitando à efetiva aplicação dos saberes, para a formação de um cidadão consciente do seu papel como sujeito importante no processo do seu crescimento pessoal, do crescimento da cidade e consequentemente do País como um todo.

### CâmpusPalhoçaBilíngue
Inaugurado em 2013, é a primeira unidade da rede federal de educação profissional e tecnológica do país a oferecer educação na perspectiva bilíngue (Português e Libras), onde possui turmas tanto de surdos quanto turmas de ouvintes, e cursos relacionados a essa modalidade.
Nele é ofertado os cursos de ensino médio técnico integrado nas áreas "Tradução e Interpretação de Libras/Português" e "Design Gráfico", que são voltadas para o público ouvinte, e o curso "Serviços e Produtos Bilíngues (Libras/Português)", voltada para o público surdo.
Na parte de graduação superior, são ofertados os cursos "Educação Bilíngue" e "Multimídia".

## Ensino
O Instituto Federal de Santa Catarina oferece cursos em diversas modalidades: Cursos de Qualificação - Formação Inicial Continuada (FIC); Educação a Distância - EAD; Educação de Jovens e Adultos; Ensino Médio integrado a Cursos Técnicos, Cursos Técnicos Concomitantes e Subsequentes; Cursos Superiores de Tecnologia, Licenciatura e Bacharelado; e Cursos de Pós-Graduação lato sensu (especialização) e stricto sensu (mestrado profissional).

## Dados
Dados oficiais da Plataforma Nilo Peçanha.
- 44.724 matrículas (2019)
- 1.623 docentes (2019)
- 1.153 servidores técnico-administrativos (2019).